# Ulf Håkansson (Läma)
Ulf Håkansson (Läma), född på 1300-talet, död 1360-talet, var en svensk riddare.

## Biografi
Ulf Håkansson (Läma) var son till riksrådet och marsken Håkan Jonsson (Läma) och Kristina Nilsdotter (Natt och Dag). Han omnämns första gången 1327 och var 1337 riddare. Ulf Håkansson levde 8 april 1366, men nämns som avliden 30 augusti 1369.

### Egendom
Ulf Håkansson ägde jord i Öknebo härad och Österrekarne härad i Södermanland, i Göstrings härad i Östergötland och i Norra Vedbo härad i Småland.

### Familj
Ulf Håkansson gifte sig första gången senast 1329 med Bengta Håkansdotter, dotter till Håkan Brynilfsson.
Han gifte sig andra gången med Katarina Brynilfsdotter (Bengt Algotssons ätt), dotter till Brynilf Bengtsson (Bengt Algotssons ätt) och Ingegärd Svantepolskdotter (Svantepolk Knutssons ätt).
Ulf Håkansson gifte sig tredje gången okänd kvinna och fjärde gången med Gunhild.
Han gifte sig femte gången med Katarina Knutsdotter (ginbalk), hon var troligen dotter till Knut Sigmundsson. De fick tillsammans kyrkoherden Nils Ulfsson (Läma) i Lofta församling, Håkan Ulfsson (Läma) och Lars Ulfsson (Läma) som var gift med Helena Magnusdotter (Röde).